# Andrew Tang (joueur d'échecs)
 (décembre 2023).
Si vous disposez d'ouvrages ou d'articles de référence ou si vous connaissez des sites web de qualité traitant du thème abordé ici, merci de compléter l'article en donnant les références utiles à sa vérifiabilité et en les liant à la section « Notes et références ».
Pour les articles homonymes, voir Andrew Tang et Tang.
Andrew Tang est un grand maître international d'échecs américain né le 29 novembre 1999.
Au 1er novembre 2019, il est le 42e joueur américain et le 723e joueur mondial avec un classement Elo de 2 507 points.
Il est connu en ligne en tant que streamer sur Twitch pour jouer des parties en cadence extrêmement rapide, notamment en bullet et ultrabullet (d'une minute à quinze secondes par partie).